# نادي القتال (رواية)
نادي القِتال (بالإنجليزية: Fight Club) هي أولى روايات الأديب الأمريكي تشاك بولانيك المنشورة صدرت في عام 1996. تحكي الروايةُ قصّة رَجلٍ يُعاني من الأرق فيبحث عن طريقة ليستطيع النوم، فيجد الراحة من خلال جلسات العلاج النفسيّ الجماعيّ، ثُمّ يُقابل صديقه تيلر ديردن ويُنشآن معاً نادٍ للقتال.
حُوّلت الرواية لفيلمٍ يَحملُ نفسَ الاسم في عامِ 1999 وهوَ من بُطولةِ براد بيت وإدوارد نورتون وإخراج ديفيد فينشر. حَظيَ الفيلمُ بمديحٍ من النُقّاد واعتُبرَ من الأفلام الكلاسيكيّة رُغمَ كونه لم ينَل حقّه الكافي من الإيرادات كما كانَ مُتوقّع.

## القِصّة
تُروى الرواية من قِبَلِ رَجلٍ مجهولٍ لم يُذكر اسمه خلال القصّة. وهوَ موظّفٌ في شركةِ تأمينٍ للسيارات يُعانيْ من الأرق وقد رَفَضَ طبيبهُ وصفَ دواءٍ لهْ ونصحه بزيارةِ مجموعةِ دعمٍ ليشهدَ العديد من قصص المعاناة الشديدة. يَحضر الراوي مجموعةَ دعمٍ لضحايا سرطانِ الخصية ويتظاهر بما يدفعهم للاعتقاد بأنه ضحية. فيجدُ أنّ تحريرَ عاطفته وإطلاقها يُخفّفُ من الأرقِ لديه؛ لذا أصبحَ مدمناً على حضور مجموعات الدعم والتظاهر بكونه ضحية؛ ولكن وجود محتالةٍ آخرى مارلا سينجر كانَ يُزعجه حتى أستطاع أن يتفاوضَ معها لتجنب حضورهم سويّاً في نفس المجموعات.
وجدَ الراوي شقته مدمرة بسبب انفجار بعد عودته للمنزل من رحلة عمل، فاتصل بتايلر دوردين بائعِ الصابون الذي التقاهُ على متن الطائرة، وتقابلا في حانةٍ وقد أدّى الحديث حول النزعة الاستهلاكية إلى دعوة تايلر للراوي أن يبقى في مكانه وطلب من الراوي خارج الحانة أن يضربه ثم انخرطا في عراك بالأيادي، وانتقل الراوي إلى منزل تايلر المُتهالك ليَعيشَ معه. استمتع الاثنان بالعراك فوقعت بينهما المزيد من المعارك خارج الحانة التي جذبت حشوداً من الرجال. ثُمّ انتقل العراك إلى الطابق السفلي من الحانة حيثُ أسّسا ما يُعرف بـ «نادي القتال» الذي يتّبع تلك القواعد:
1. لا تتكلم أبداً عن نادي القتال.
2. لا تتكلم أبداً عن نادي القتال.
3. عِندما يستسلم أحدهم أو ينقُر بيده فإن القتال يتوقّف فوراً.
4. شخصان يتقاتلانِ فقط.
5. القِتال يكون بدونِ قُمصانٍ أو أحذية.
6. إن كانت ليلتكَ الأولى في النادي فيجب عليك القتال.

تُلاحظ مارلا أن الرواي ما عادَ يَحضُرُ إلى مجموعات الدعم. فتتعاطى جرعةً زائدةً من ألبرازولام في مُحاولةٍ منها للانتحار، ثُمّ هاتفت الراوي طلباً للمساعدة لكنه تجاهلها وأجاب تايلر وهمّ بإنقاذها. بعد ذلك أصبحا تايلر ومارلا في علاقة جنسية غريبة. وخلال تلكَ الفترة لم تعلم بوجودِ نادٍ للقتال.
عِندَما يَنتشرُ خَبرُ النادي في أنحاءِ البلاد، يستخدمه تايلر لنشر أفكاره المُناهضة للاستهلاك. فيُجنّد أعضاءً من النادي هُم الأكثرُ إخلاصاً ويُشكّل معهم بعيداً عن الراوي ما يُعرف باسم «مشروع الفوضى» الذي يتّبع هذه القواعد:
1. لا أحدَ يسألُ أسئلة.
2. لا أحدَ يسألُ أسئلة.
3. لا أعذار.
4. لا أكاذيب.
5. يُمكنك الوثوق بتايلر.

الراوي يشكو لتايلر بإنه يريدُ أن يكون أكثر انخراطاً بالمنظمة، لكنّ تايلر اختفى وبشكل مفاجيء عندما قتلت الشرطة عضواً من مشروع الفوضى أثناءَ عمليّة تخريبٍ فاشلة، فقام الراوي بمحاولة إغلاق المشروع وتتبع سفريات تايلر المحلية لإيجاده. يَكتَشفُ الرواي بالنهاية أنّه هو وتايلر الشخصُ نفسُه، ذلك عندما يكونُ الراوي نائما باعتقاده، كان تايلر بالحقيقة يتحكم بجسمه خلال نومه، وأنّه هو نفسه الذي كان على علاقة مع مارلا وذاتُه الذي فجّر الشقّة. إذاً الرواية هو تايلر.
خطّط تايلر مُسبقاً لتفجير ناطحاتِ السّحاب التي تَحمِلُ البيانات البنكيّة حول الدَيْن والمديونين باستخدامِ قنابِلَ يدويّة الصُنع. وما زالَ الرواية يرى تايلر وتعاركا معاً، إذ أنّ الرواية حاولَ إيقاف تايلر إلّا ان ذاكَ الأخير كبّله وحَملهُ إلى السطح تحت تهديدِ السلاح، يُدرك الراوي أنّه هو تايلر شَخصٌ واحد فيُطلقُ النارَ على نفسه بيحثُ أن الرصاصةَ تَخرُج من خدّه فيختفي تايلر ويبقى الرواي. ينتظرُ تايلر القُنبلةَ لتنفجرَ ويموت ولكنّه بسبب أنّه قام بتعطيلها لا تنفجر. فيعودُ لخياره الثاني وهوَ ان يَقتُلَ نفسه.
في وقتٍ لاحق، يستيق ليجدَ نفسَه في مشفى للأمراض العقليّة، ويَحسبُ أنه قد مات. ويَقترب من موظفي المشفى ليجدَ أنهم من أعضاء مشروع الفوضى ويخبروه بأنّ الخُطّة لا تزال وقائمة وأنهم يتوقّعونَ عودته.

## الترجمات الصادِرة
صَدَرت الرواية وتُرجمَت للعديد من اللُغات وهي:
- الأستورية
- الألمانية
- الإسبانية
- الإيطالية
- البرتغالية
- البلغارية
- البولندية
- التركية
- التشيكية
- الجورجية
- الدنماركية
- الروسية
- الرومانية
- الصربية
- العربية
- العبرية
- الفرنسية
- الكتالانية
- الكرواتية
- الكورية
- اللاتفية
- اللتوانية
- الهولندية
- اليابانية
- اليونانية

## الجوائز
فازت الرواية بجائزتين هُما:
- جائزة Pacific Northwest Booksellers Association في 1996.[1]
- جائزة أوريغان لأفضل رواية.[2]